# 皮赛 (埃松省)
皮赛（法語：Pussay，法語發音：[pysɛ] ⓘ）是法国法蘭西島大區埃松省的一个市镇，属于埃唐普区。

## 地理
皮赛（48°20'57"N, 1°59'34"E）面积11.55 平方千米，位于法国法蘭西島大區埃松省，该省份为法国北部内陆省份，北起上塞纳省和马恩河谷省，西接厄尔-卢瓦省和伊夫林省，南至卢瓦雷省，东临塞纳-马恩省。
与皮赛接壤的市镇（或旧市镇、城区）包括：孔热维尔-蒂永维尔、昂热维尔、沙卢-穆利讷、莫内尔维尔、戈梅维尔。

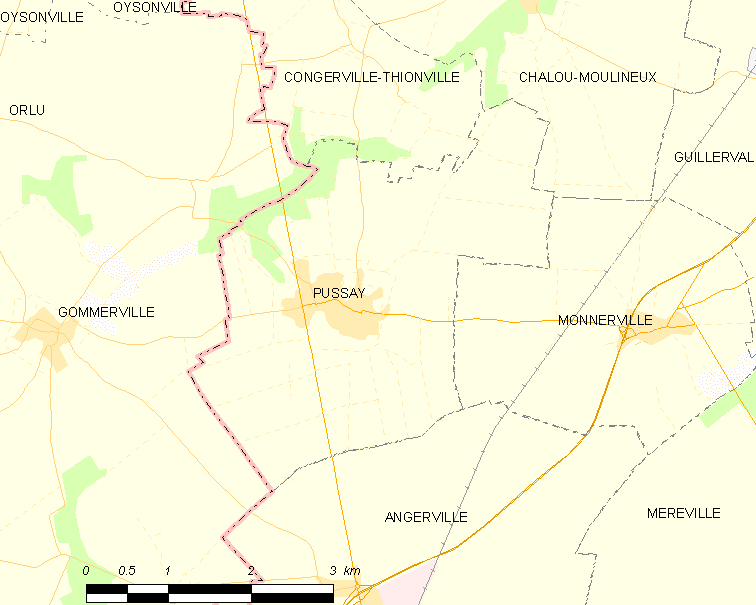
的OSM定位图

皮赛的时区为UTC+01:00、UTC+02:00（夏令时）。

## 行政
皮赛的邮政编码为91740，INSEE市镇编码为91511。

## 政治
皮赛所属的省级选区为埃唐普县。

## 人口

1962-2008年间人口变化图示

皮赛于2022年1月1日时的人口数量为2182人。